# Trigance
Trigance är en kommun i departementet Var i regionen Provence-Alpes-Côte d'Azur i sydöstra Frankrike. Kommunen ligger i kantonen Comps-sur-Artuby som tillhör arrondissementet Draguignan. År 2022 hade Trigance 221 invånare.

## Befolkningsutveckling
Antalet invånare i kommunen Trigance
| Referens: INSEE |